# Phaonia platysurstylus
Phaonia platysurstylus este o specie de muște din genul Phaonia, familia Muscidae, descrisă de Xue și Wang în anul 2009.
Este endemică în Yunnan. Conform Catalogue of Life specia Phaonia platysurstylus nu are subspecii cunoscute.